# Roy Beerens
Roy Johannes Hendricus Beerens (* 22. Dezember 1987 in Bladel, Niederlande) ist ein ehemaliger niederländischer Fußballspieler.

## Karriere

### Verein
Roy Beerens war in der Jugendakademie der PSV Eindhoven, ehe er zur Saison 2005/06 in den Profikader der Rot-Weißen aufgenommen wurde. Am 25. März 2006 gab er sein Debüt in der höchsten niederländischen Spielklasse. Beim 3:0-Sieg gegen Willem II Tilburg wurde gegen Arouna Koné eingewechselt. Drei Wochen später gab er sein Heimspieldebüt im Philips Stadion. Das Spiel gegen Feyenoord Rotterdam endete 1:1-Unentschieden. Am Ende seines ersten Profijahres wurde die niederländische Meisterschaft gewonnen. In der Folgesaison erzielte er am 20. Oktober 2006 gegen Roda Kerkrade seinen ersten Pflichtspieltreffer. Seine Premiere auf internationaler Ebene gab Bereens am 20. September 2006 im Champions-League-Spiel gegen Girondins Bordeaux. Kurz vor Schluss wurde er gegen Diego Tardelli ausgetauscht. Um ihm mehr Spielpraxis zu geben, entschied sich der Klub zu einem Leihgeschäft. Zur Winterpause der Spielzeit 2006/07 wechselte er zu NEC Nijmegen. Dort hatte er regelmäßig Einsätze und erhielt seine erste Berufung für die Jong Oranje. Zum PSV kehrte er allerdings nicht mehr zurück. Im Sommer 2007 unterzeichnete Beerens einen Vertrag beim SC Heerenveen. Dort entwickelte er sich zum Stammspieler und kam in seiner ersten Saison auf 28 Einsätze und konnte dabei sechs Tore erzielen. Nach vier Jahren bei den Friesen unterschrieb er im August 2011 einen Vierjahresvertrag bei AZ in Alkmaar. 2014 unterschrieb Beerens bei Hertha BSC. In der Saison 2015/16 kam er in der Bundesliga nur noch zwei Mal zum Einsatz. Mitte Juli 2016 wechselte der Niederländer zum englischen Zweitligisten FC Reading mit Trainer Jaap Stam. Zuvor war ein Wechsel zum VfB Stuttgart gescheitert. Der Vertrag hat eine Laufzeit von drei Jahren.
Im Januar 2018 wechselte er zurück in die Eredivisie und unterschrieb bei Vitesse Arnheim einen Vertrag bis zum Sommer 2022. Am 24. Dezember 2020 gab er seinen Rücktritt bekannt.

### Nationalmannschaft
Für die U-21-Fußball-Europameisterschaft 2007 wurden Beerens von Nationaltrainer Foppe de Haan für den Kader der U-21 der Niederlande nominiert. Die Mannschaft wurde am Ende des Turniers Europameister. Beerens wurde im Vorrundenspiel gegen Portugal und im Halbfinale gegen England eingewechselt. Beim Elfmeterkrimi gegen England musste Beerens zwei Mal vom Punkt aus antreten. Beide Male versenkte er den Ball im Netz des gegnerischen Torwarts. Auch im Finale kam Beerens zu einem 10-Minuten-Einsatz.
Für die Olympischen Sommerspiele 2008 wurde er in den niederländischen Kader berufen.
Nach der Weltmeisterschaft 2010 berief Bondscoach Bert van Marwijk Beerens für das Match in Donezk am 11. August 2010 gegen die Ukraine erstmals in den Kader der A-Nationalmannschaft. Da das Spiel zeitnah am WM-Finale war, hatte van Marwijk auf die bei der WM eingesetzten Spieler verzichtet. Beerens gab sein Debüt in Oranje, als er in der 70. Minute für Ricky van Wolfswinkel eingewechselt wurde. Am 15. November 2011 kam er zu seinem zweiten Einsatz in der „Elftal“ bei der 0:3-Niederlage gegen Deutschland in Hamburg.

## Erfolge
PSV Eindhoven U17
- Niederländischer B-Jugend-Meister: 2004

PSV Eindhoven
- Niederländischer Meister: 2005/06, 2006/07

Niederlande U21
- U-21-Fußball-Europameister: 2007

SC Heerenveen
- Niederländischer Pokalsieger: 2008/09

AZ Alkmaar
- Niederländischer Pokalsieger: 2012/13